# Oholot
Oholot (Hebreeuws: אוהלות, letterlijk tenten) is het tweede traktaat (masechet) van de Orde Tohorot (Seder Tohorot) van de Misjna. Het traktaat bestaat uit 18 hoofdstukken en gaat over de cultische onreinheid wanneer men met een dode onder één dak verkeert en alles wat daarmee in verband staat.
Volgens een Joodse legende is Oholot een van de belangrijkste traktaten van de Talmoed. Koning David zou van God zelf te horen hebben gekregen dat de studie van het Boek der Psalmen even belangrijk is als de studie van het traktaat Tohorot. Desondanks bevat het traktaat geen Gemara (rabbijns commentaar op de Misjna) in de Jeruzalemse en Babylonische Talmoed.